# Roszenie słomy lnianej
Roszenie słomy lnianej – druga, po odziarnianiu, faza obróbki słomy w procesie pozyskiwania włókna z roślin włóknistych (len, konopie). Włókna pozyskiwane z tych roślin określa się mianem włókien łykowych.

## Cel roszenia
Celem roszenia jest rozpuszczenie klejów roślinnych (pektyn) i oddzielenie włókna od zdrewniałej części łodygi.

## Metody roszenia
Roszenie może być wykonywane chałupniczo (rzemiosło) lub przemysłowo.

### Roszenie chałupnicze
W zależności od warunków stosuje się dwie metody:
- przez rozścielanie cienkiej warstwy odziarnionej słomy lnianej lub konopnej na trawiastym podłożu (ścielisku) i zraszanie wodą w celu utrzymania jej w stanie wilgotnym – roszenie słańcowe
- zanurzenie (moczenie) małych wiązek odziarnionej słomy w płytkich, naturalnych lub sztucznych, specjalnie do tego celu wykonanych, zbiornikach wodnych ze stojącą wodą. Aby uniemożliwić wypływanie słomy na powierzchnię, obciąża się ją kamieniami.

Metoda roszenia, zwana roszeniem słańcowym, stosowana jest najczęściej w chałupniczym przetwórstwie słomy. Niekiedy niewielkie zakłady roszarnicze, w przemysłowym przetwórstwie, stosują tę metodę.
W procesie fermentacji udział biorą mikroorganizmy – Cladosporium herbarum, Mucor plumbeus i Rhizopus nigricans. Optymalna temperatura dla rozwoju tych mikroorganizmów – 15-20 °C. Zaletą jest brak jakichkolwiek urządzeń i tym samym niskie koszty. Również wytrzymałość mechaniczna włókien jest wyższa niż w przypadku słomy moczonej. Wadą jest powolny proces, który wydłuża czas roszenia. Końcowy okres roszenia i zbierania słomy roszonej musi odbywać się przy słonecznej pogodzie. Czasem konieczne jest dosuszanie słomy w sposób mechaniczny. Ponadto włókno uzyskane ze słomy słańcowej ma charakterystyczne szare zabarwienie, wymagające bardziej intensywnego bielenia wyrobów – przędzy i tkanin. Włókno uzyskane ze słomy roszonej tą metodą nazywa się włóknem słańcowym.

### Roszenie przemysłowe – moczenie
Roszenie przemysłowe w zależności od wyposażenia roszarni może odbywać się w basenach roszarniczych lub kanałach roszarniczych. W procesie fermentacji udział biorą mikroorganizmy:
- Bacillus Comessi Rossi – optymalna temperatura rozwoju 28-30 °C
- Pectinobacter amylolophilum – temp. rozwoju 35-37 °C
- Cladosporium herbarum – temp. 15-20 °C
- Mucor plumbeus – grzybnia ginie w miarę rozwoju Cladosporium.

#### W basenach
Moczenie odziarnionej słomy prowadzi się w basenach roszarniczych o pojemności od 1,5 do 3 ton słomy suchej. Zaletą tej metody jest możliwość indywidualnego doboru parametrów roszenia dla wybranych partii słomy. Wadą dość uciążliwy i pracochłonny sposób ładowania i rozładowywania basenów oraz duże zużycie wody. Rozróżnia się baseny:
- powierzchniowe – betonowe baseny w całości znajdują się nad powierzchnią podłogi,
- częściowo zagłębione – część basenu (od 1/2 do 2/3) znajduje się poniżej powierzchni, reszta powyżej powierzchni podłogi.

Słomę w wiązkach układa się w basenie w trzech warstwach:
- dolna warstwa – wiązki słomy układa się pionowo, częścią wierzchołkową do góry,
- środkowa warstwa – wiązki słomy układa się pionowo, częścią wierzchołkową w dół,
- górna warstwa – wiązki słomy układa się poziomo, całość dociska warstwą desek i belek zakleszczanych pod obrzeżem basenu.

Podczas załadunku basenów słoma jest dobierana klasami. W jednym basenie nie może być pomieszana słoma różnych klas, ponieważ każda klasa słomy, na skutek zróżnicowanej długości i grubości łodyg, wymaga dobrania innych parametrów (temperatura i czas) roszenia. Po załadowaniu basenu zalewa się go kąpielą roszarniczą.

#### W kanałach
Słoma załadowana na specjalne wózki jest wolno przeciągana przez kanał wypełniony kąpielą roszarniczą. Czas transportu wózków przez kanał jest tak dobrany (regulowany), żeby każdy wózek ze słomą przebywał w kąpieli, zależnie od klasy, od 30 do 72 godzin. Po przejściu przez kanał wózek z mokrą słomą transportowany jest do suszarni, a do ostatniego wózka przypina się następny, dzięki czemu proces jest ciągły. Zaletą tej metody jest prosty i szybki sposób załadunku oraz oszczędność wody. Ubytki uzupełnia się ciepłą wodą, a całość kąpieli wymienia okresowo podczas czyszczenia kanałów. Wadą, nierównomierne wyroszenie, które jest wynikiem ciągłego moczenia dużych partii słomy o zróżnicowanych parametrach. Należy starannie sortować słomę i dobierać do załadunku tylko partie o jednakowych lub bardzo zbliżonych parametrach.

## Fazy roszenia
1. Fizyczna – pęcznienie łodyg, pękanie naskórka, wyługowanie substancji organicznych. Czas trwania 6-10 godzin w temperaturze ok. 35 °C. Na powierzchni płynu roszarniczego o barwie złocistożółtej tworzą się pęcherzyki powietrza.
2. Wstępna biologiczna – rozwój mikroorganizmów i wstępna faza fermentacji wyługowanych cukrów. Wydzielają się gazowe produkty fermentacji – wodór i dwutlenek węgla. Czas trwania 8-14 godzin. Na powierzchni płynu tworzy się obfita piana. Kąpiel mętnieje i przybiera zapach siana lub piwa
3. Biologiczna właściwa – bardzo intensywny rozwój mikroorganizmów i rozkład pektyn. Tworzy się kwas masłowy o charakterystycznym przykrym zapachu. Powierzchnia płynu pokrywa się ciemnobrunatnym, śluzowatym kożuszkiem – pianą. Czas trwania 40-60 godzin.

## Parametry roszenia
Proces roszenia przeprowadzany jest w roszarniach. Zarówno baseny jak i kanały roszarnicze posiadają instalację wodną i parową. Instalacja wodna umożliwia zalanie wsadu słomy kąpielą roszarniczą, a parowa utrzymywanie stałej temperatury kąpieli. Procesowi roszenia towarzyszy powstawanie kwasu masłowego i wydzielanie gazów – powietrza i wodoru. Czas moczenia jest uzależniony od klasy słomy i ewentualnych dodatków (tzw. pożywki), i wynosi 62-212 godzin. Podczas całego okresu roszenia temperatura kąpieli utrzymywana jest na poziomie 19-38 °C. Jako pożywkę stosuje się mocznik nawozowy granulowany, w ilości 5 kg na tonę słomy suchej. Dodatek pożywki skraca czas roszenia nawet o 30-40%, ale zmniejsza wytrzymałość mechaniczną włókna. Dodanie pożywki do kąpieli zmniejsza również ilość wydzielanych gazów w czasie roszenia.
Stopień wyroszenia, bez względu na sposób roszenia, sprawdza się organoleptycznie. Sprawdzanie polega na wyjęciu z kąpieli kilku łodyg i zginaniu ich pod ostrym kątem. Zachowanie próbki określa stopień wyroszenia.
- słoma wyroszona właściwie – łodyga łamie się z cichym trzaskiem, a włókno oddziela się od łodygi z niewielkim oporem. Włókno uzyskane z takiej słomy daje się łatwo oczyścić z paździerzy, jest mocne jasne i gładkie
- słoma niedoroszona – łodyga zgina się, ale nie łamie, włókno oddziela się z dużym oporem. Włókno mocna zanieczyszczone paździerzami, szorstkie
- słoma przeroszona – łodyga jest bardzo krucha, włókno oddziela się od łodygi samodzielnie. Włókno kruche, słabe, szaro zabarwione.

Badanie powtarza się kilkakrotnie z próbkami pobranymi z różnych miejsc basenu. Po stwierdzeniu właściwego stopnia wyroszenia proces zostaje przerwany. Kąpiel zostaje spuszczona i basen jest dwukrotnie płukany zimna wodą. Następnie zostaje rozładowany i słoma transportowana jest do suszarek.

## Suszenie
Podobnie jak roszenie, suszenie może odbywać się również w dwojaki sposób.

### Słańcowe
W ciepłe, słoneczne dni słomę rozściela się na ścielisku – trawiastym stoku nachylonym w kierunku południowym, żeby maksymalnie wykorzystać ciepło promieniowania słonecznego. Słomę należy po kilku godzinach odwrócić.

### Mechaniczne
Suszenie mechaniczne odbywa się w zespołach suszarkowych. Zespół suszarkowy składa się z wyżymaczki i suszarki. Obsługa zespołu składa się z 6-8 osób. Wyżymaczkę obsługują 2 osoby, między wyżymaczką a komorą suszarki pracuje od 2 do 4 osób, a suszoną słomę odbierają 2 osoby.
1. Wyżymaczka, poprzedzona wanną do płukania słomy, posiada dwie pary wałków wyżymających i jest wyposażona w natrysk (płuczkę). Natrysk powinien wypłukać pozostałości zanieczyszczeń ze słomy bezpośrednio przed wyżymaniem. Wilgotność słomy po wyżymaniu wynosi ok. 200-220%.
  - rozładunek słomy z wózka transportowego – 1 osoba
  - rozcięcie sznurka wiążącego wiązkę, rozluźnienie wiązki, uformowanie tzw. garści, zanurzenie w wannie płuczącej, podanie garści słomy pod natryskiem do pierwszej pary wałków wyżymających. – 1 osoba. Transport między pierwszą a drugą parą wałków odbywa się mechanicznie.
2. Suszarka – komora susząca, o długości ok. 25 m, wysokości 2,5 m i szerokości 4,5 m, wyposażona w grzejniki parowe i wentylatory cyrkulacyjne kierujące strumień gorącego powietrza na warstwę słomy przesuwającej się wolno wewnątrz komory, na transporterze siatkowym. Temperatura powietrza suszącego jest zmienna i wynosi ok. 60 °C na początku komory oraz 70-80 °C w części środkowej. Wilgotność słomy po przejściu przez tę sekcję wynosi ok. 9-11%. Ostatnia część komory suszarki jest sekcją klimatyzacyjną, w której temperatura jest niższa (ok. 60 °C), a wilgotność słomy w tej sekcji wzrasta o ok. 1%. Temperatura powietrza po przejściu przez warstwę słomy wynosi ok. 60 °C. Wilgotne powietrze (60-90%) usuwane jest z komory suszarki przez wentylator wyciągowy. Prędkość przesuwu siatki transportera jest regulowana i wynosi od 0,3 do 1,7 m/min.
  - odbiór wyżętej garści słomy i rozłożenie jej w luźnej, równomiernej warstwie, na transporterze siatkowym suszarki – 3-4 osoby
  - zdejmowanie wysuszonej słomy z transportera suszarki, wyrównanie, formowanie i wiązanie wiązek słomy suchej – 2 osoby. Na tym etapie organoleptycznie ocenia się stopień wilgotności i oddziela się słomę niedosuszoną, która przenoszona jest powtórnie do komory suszarki. Pobierane są również próbki do badań laboratoryjnych.

Słoma suszona w wiązkach ładowana jest na wózki, ważona i transportowana do magazynu słomy roszonej w celu wyrównania wilgotności do wilgotności otoczenia. Proces ten trwa od 24 do 72 godzin i nazywa się klimatyzowaniem słomy. Niektóre roszarnie pomijają ten etap, jednak przerób mechaniczny słomy nieklimatyzowanej zwiększa straty włókna i pogarsza jego jakość. Włókno uzyskane ze słomy roszonej tą metodą nazywa się włóknem moczeńcowym.
Następnym etapem jest przerób mechaniczny słomy, w wyniku którego otrzymuje się włókno lniane – długie (czesankowe) i krótkie (pakuły) oraz paździerze.